# دهستان عمادده
دهستان عمادده، یکی از دهستان‌های بخش صحرای باغ شهرستان لارستان در استان فارس ایران است. مرکز این دهستان، روستای دیده‌بان است.

## جمعیت
بر پایه سرشماری عمومی نفوس و مسکن در سال ۱۳۹۵، جمعیت دهستان عمادده برابر با ۱٬۶۱۳ نفر بوده است.